# پی‌اچ‌پی‌استورم
پی‌اچ‌پی‌استورم (به انگلیسی: PhpStorm) یک محیط یکپارچه توسعه نرم‌افزار تجاری برای پی‌اچ‌پی بر روی سکو جت‌برینز است.
پی‌اچ‌پی‌استورم یک ویرایشگر برای پی‌اچ‌پی، اچ‌تی‌ام‌ال و جاوااسکریپت با تحلیل آنی کد، پیشگری خطا و بازسازی کد اتوماتیک برای پی‌اچ‌پی و جاوااسکریپت فراهم می‌کند. تکمیل خودکار پی‌اچ‌پی‌استورم پی‌اچ‌پی نسخه ۵٬۳ تا نسخه ۷٬۲ را پشتیبانی می‌کند و شامل مولد است. همچنین شامل ویرایشگر تکامل یافته اس‌کیوال با نتایج پرس‌وجوی قابل ویرایش است.
در واقع این نرم‌افزار محصول وب‌استورم است که به آن پشتیبانی از زبان php اضافه شده است.